# Morthen Poulsen
Andreas Peter Morthen Poulsen (* 28. Dezember 1895 in Alluitsup Paa; † unbekannt) war ein grönländischer Landesrat.

## Leben
Morthen Poulsen war der Sohn von Johannes Rasmus Josva Esaias Lazarus Poulsen (1849–?) und seiner Frau Ane Margrethe Nasthie Sophie Karen Egede (1854–?). Am 23. November 1928 heiratete er in Alluitsoq Anna Tabia Aronsen (1900–?), Tochter von Daniel Petrus und Debora.
Morthen Poulsen war Jäger in Alluitsup Paa. 1943 vertrat er Josva Simonsen im südgrönländischen Landesrat.